# (40) Harmonia
(40) Harmonia – planetoida z pasa głównego planetoid okrążająca Słońce w ciągu 3 lat i 151 dni w średniej odległości 2,27 j.a. Została odkryta 31 marca 1856 roku w Paryżu przez Hermanna Goldschmidta. Nazwa planetoidy pochodzi od Harmonii, greckiej personifikacji ładu i symetrii jak również bóstwa prawdziwej miłości.